# ザ・ストレイン
『ザ・ストレイン』 (The Strain) は、ギレルモ・デル・トロ、チャック・ホーガン共著による三部作からなる小説の第一部。
日本では『ザ・ストレイン』のタイトルと大森望による翻訳で早川書房から刊行されたが、文庫化の際には『沈黙のエクリプス』と改題され、上下巻に分冊された。
続編に、第二部『暗黒のメルトダウン』（原題：The Fall）、第三部『永遠の夜』（原題：The Night Eternal）がある（嶋田洋一により翻訳）。

## 製作
本作は2006年にFOXテレビとテレビシリーズ企画として進められていたが、局側の求めていたものとデル・トロの考えていたものに相違があり、中止された。そのため、設定、ストーリー、スクリプトの権利はデル・トロが保有しており、作品化して発表したいと思っていたが、映画化するには規模が大きすぎ、テレビシリーズにするにはスケジュールがないので小説という形式をとった。
デル・トロは映画シナリオなどを書いた経験はあったが、長編小説を書き上げた経験はなかったので、合作の相手を探していた。そこでデル・トロの目に留まったチャック・ホーガンは、デル・トロの設定資料を読んで合作を快諾し、それぞれが個別に執筆した章をメールで送ることで、本作は完成された。なお、三部作を通したあらすじやメインキャラクターはデル・トロによるものであるが、フェットはホーガンのアイデアで誕生したキャラクターである。
その後、2014年から2017年にかけてFXで『ストレイン 沈黙のエクリプス』 (The Strain) のタイトルでテレビドラマシリーズ化されている。

## あらすじ
2010年9月28日、ベルリン発ニューヨーク行きボーイング777、リージス航空753便がJFK国際空港に着陸し、誘導路に進入した直後に停止する。管制官の呼びかけにも応答はなく、電気系統もすべて落ちたうえにすべての窓にシャッターが下り、扉も閉まっている。機体下部を焼き切り進入路を作ろうとした直後、翼の上の扉が開いた。進入した緊急救助隊員が見たのは、座席に座ったまま死亡している210人の乗員・乗客だった。バイオテロやアウトブレイクの可能性への警戒から、アメリカ疾病予防管理センターの特別班（カナリアプロジェクト）が召集される。チームを率いるイーフはザックと過ごす貴重な週末を切り上げて空港に急行し、機内の調査に入る。

## 登場人物
イーフリアム・グッドウェザー（イーフ）
CDC所属の疫学者。ケリーとザックの親権を争っている。
ザッカリー（ザック）
イーフの息子。
ケリー
イーフの妻、別居中。小学校教師。
マット・セイルズ
ケリーの同棲相手。シアーズの店長。
エヴェレット・バーンズ
CDC局長。
ノーラ・マルティネス
疫学者。イーフの部下。
ジム・ケント
渉外担当。イーフの部下。
エイブラハム・セトラキアン
ニッカーボッカー骨董質店主。トレブリンカ強制収容所に収容されていたが生き残り後にウィーン大学教授（東欧文学および伝承を専門）となる。
ドイル・レッドファーン
リージス航空パイロット。
ゲイブリエル・ボリバル
ロック歌手。753便、ファーストクラスの乗客。
ジョーン・ラス
カミンズ・ピーターズ&リリー法律事務所所属の弁護士。753便、ビジネスクラスの乗客。
ロジャー・ラス
ジョーンの夫。クルーム&フェアスタインの国際金融部に勤めている。
ニーヴァ
ハイチ出身のラス家のベビーシッター。
アンセル・バーバー
コンピュータープログラマー。753便、エコノミークラスの乗客。
アン・マリー
アンセルの妻。
ベンジー
バーバー家の8歳の長男。
ヘイリー
バーバー家の5歳の長女。
エマ・ギルバートン
753便の乗客、最年少12歳。
ゲアリー・ギルバートン
エマの父。
オーガスティン・エリサルド
メキシコ系ギャング。
ヴァシーリ・フェット
ニューヨーク市有害生物駆除サービス課の仕事を請け負っている害獣駆除業者。
エルドリッチ・パーマー
ストーン・ハートグループを率いる投資家。
ミスター・フィッツウィリアム
アメリカ海兵隊退役後、パーマーの資金援助を受けメディカルスクールを卒業アシスタント兼専属看護師となる。
ユセフ・サルデュー
ポーランド貴族。

## 邦訳
- 大森望訳『ザ・ストレイン』（2009年9月15日発行、早川書房、ISBN 978-4152090669）
- 改題『沈黙のエクリプス（上下）』（2012年7月5日発行、ハヤカワ文庫NV、ISBN 978-4150412616 / ISBN 978-4150412623）